# Evarcha eriki
Evarcha eriki är en spindelart som beskrevs av Jörg Wunderlich 1987. Evarcha eriki ingår i släktet Evarcha och familjen hoppspindlar. Inga underarter finns listade i Catalogue of Life.